# Анненковський Кар’єр
Анненковський Кар’єр (рос. Анненковский Карьер) — селище в Вадському районі Нижньогородської області Російської Федерації.
Населення становить 1634 особи. Входить до складу муніципального утворення Лопатинська сільрада.

## Історія
Від 2009 року входить до складу муніципального утворення Лопатинська сільрада.

## Населення
| 1999 | 2002  | 2010  |
| ---- | ----- | ----- |
| 822  | ↗1681 | ↘1634 |